# Schendl Frigyes
Schendl Frigyes (Révkomárom, 1690. december 5. – Nagyszombat, 1738. április 9.) Jézus-társasági áldozópap és tanár.

## Élete
1711. október 27-én lépett a rendbe; Nagyszombatban a költészeti és retorikai osztályban tanított, majd letette a negyedik fogadalmat. Ezután magyar és német hitszónok volt tíz évig Magyarországban. Miután több rendház főnöke volt, Nagyszombatban a Szent Adalbert papnevelőház igazgatójaként működött.

## Munkái
- Sedes Deorum, seu Hungaria rerum omnium copia affluens. Tyrnaviae, 1720 (elegia)
- Accusata et defensa SS. Cyrilli et Friderici Innocentia. uo., 1721